# Rex Mason

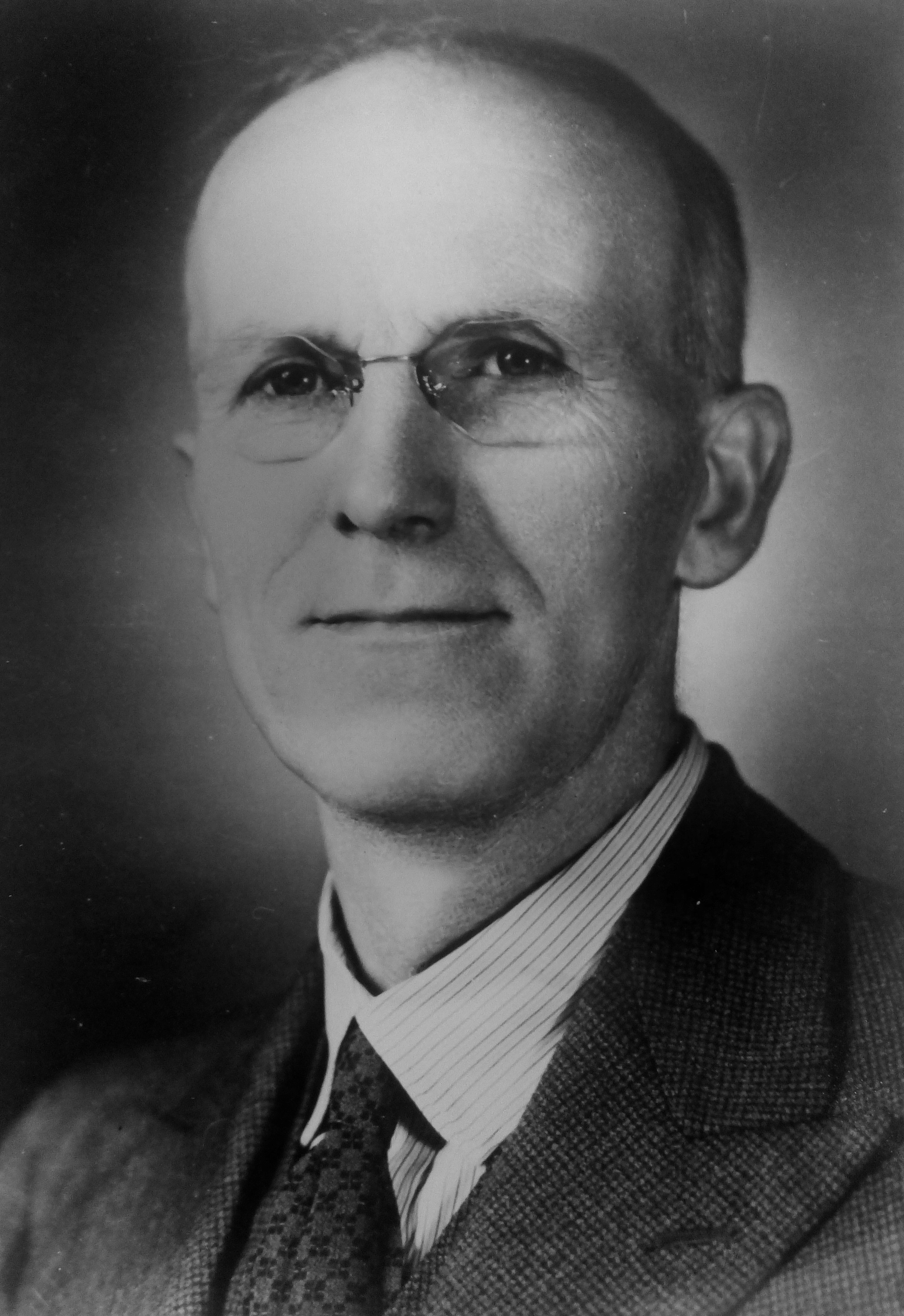
Rex Mason (1935)

Henry Greathead Rex Mason, CMG (* 3. Juni 1885 in Wellington; † 2. April 1975 ebenda) war ein neuseeländischer Politiker der New Zealand Labour Party, der zwischen 1926 und 1966 vierzig Jahre lang Mitglied des Repräsentantenhauses sowie mehrmals Minister verschiedener Ressorts war.

## Leben

### Rechtsanwalt, Kommunalpolitiker und Abgeordneter
Mason war der Sohn des aus Kapstadt stammenden Setzers Harry Brooks Mason, und der Australierin Henrietta Emma Rex, die 1894 Mitgründerin der Women’s Social and Political League war. Nach dem Besuch des Wellington College begann er ein Mathematikstudium am Wellington College, das er 1907 mit einem Master of Arts (M.A.) mit Auszeichnung abschloss. Ein darauf folgendes Studium der Rechtswissenschaften beendete er mit einem Bachelor of Laws (LL.B.) und ließ sich anschließend 1911 in Pukekohe nieder, wo er eine Tätigkeit als Rechtsanwalt begann.
Seine politische Laufbahn begann Mason in der Kommunalpolitik als er 1915 zum Bürgermeister von Pukekohe. Nachdem er der 1916 gegründeten New Zealand Labour Party beigetreten war, kandidierte er 1919 ohne Erfolg im Wahlkreis Manukau für ein Mandat im Repräsentantenhaus. Er war in den 1920er Jahren ein einflussreiches Mitglied der Labour Party in Auckland und bewarb isch auch bei den Wahlen 1922 und 1925 erfolglos im Wahlkreis Eden ohne Erfolg für einen Sitz im Repräsentantenhaus. Bei einer Nachwahl wurde er im April 1926 in diesem Wahlkreis dann allerdings zum Mitglied des Repräsentantenhauses gewählt, wobei er davon profitierte, dass die Stimmen für die dort bislang Reform Party durch die parteilose, frühere Reform Party-Kandidatin Ellen Melville gespalten wurden. Er vertrat den Wahlkreis Eden beziehungsweise die daraus hervorgegangenen Wahlkreise Auckland Suburbs, Waitakere sowie zuletzt New Lynn vierzig Jahre lang bis zu den Wahlen am 26. November 1966. Neben seiner Abgeordnetentätigkeit engagierte er sich auch weiterhin in der Kommunalpolitik und war zwischen 1931 und 1939 Mitglied des Transportausschusses von Auckland. Nachdem er 1933 nur knapp bei seiner Kandidatur für das Amt des Bürgermeisters von Auckland unterlegen war, fungierte er zwischen 1935 und 1939 als Vorsitzender des Transportausschusses von Auckland.

### Präsident der Labour Party und politische Ansichten
Mason, der 1931 zum Präsidenten der Labour Party gewählt wurde, arbeitete zu Beginn der 1930er Jahre maßgeblich im Politischen Ausschuss der Partei mit, der die Wahlen am 26./27. November 1935 vorbereitete. Dabei änderte die Partei ihren bislang sozialistischen Kurs hin zu einem Programm, das die Grundlagen für den Wohlfahrtsstaat in Neuseeland schuf. Dabei kam seine eigene eher sozialdemokratische Haltung zum Tragen. Er trat dafür ein, dass über 55-jährige Personen eine anständige Pension erhalten, fürsorgerische Sozialleistungen an Erwerbslose und Arbeitsunfähige gezahlt, Arbeiter und Landwirte einen fairen Lohn erhalten, alle Beschäftigte eine volle Lohnfortzahlung während eines vierzehntägigen Jahresurlaubs erhalten und die notwendigen öffentlichen Arbeiten fortentwickelt werden sollten. 
Zusammen mit einigen anderen Abgeordneten und zahlreichen Unterstützern der Partei vertrat Mason die Ansicht, dass ausschließlich der Staat Kredite und Währungen schaffen und ausgeben durften. Anfang der 1930er Jahre nahm er an zahlreichen Veranstaltungen teil, die die Unterstützung der Labour Party durch Landwirte festigte, die durch die von Clifford Hugh Douglas geprägte Social Credit Party beeinflusst waren. 1934 verfasste er Common sense of the money question, eine Sammlung seiner früheren Reden, in denen er die Regierungen der Reform Party in den 1920er Jahren als eine „weitgehende Geldverleiher-Regierung“ bezeichnete. Er arbeitete eng mit dem Abgeordneten und späteren Minister Frank Langstone zusammen und erarbeitete mit diesem für den Labour-Parteitag 1933 die Vorschläge zur Kreditpolitik der Reserve Bank of New Zealand, der Zentralbank Neuseelands. Dort wurde allerdings der etwas vorsichtigere Ansatz des finanzpolitischen Sprechers der Labour Party Walter Nash verabschiedet. Diese unterschiedlichen Ansichten in der Reform des Finanz- und Währungssystems prägte zeitlebens die Beziehungen zwischen ihm und Nash.

### Minister 1935 bis 1949

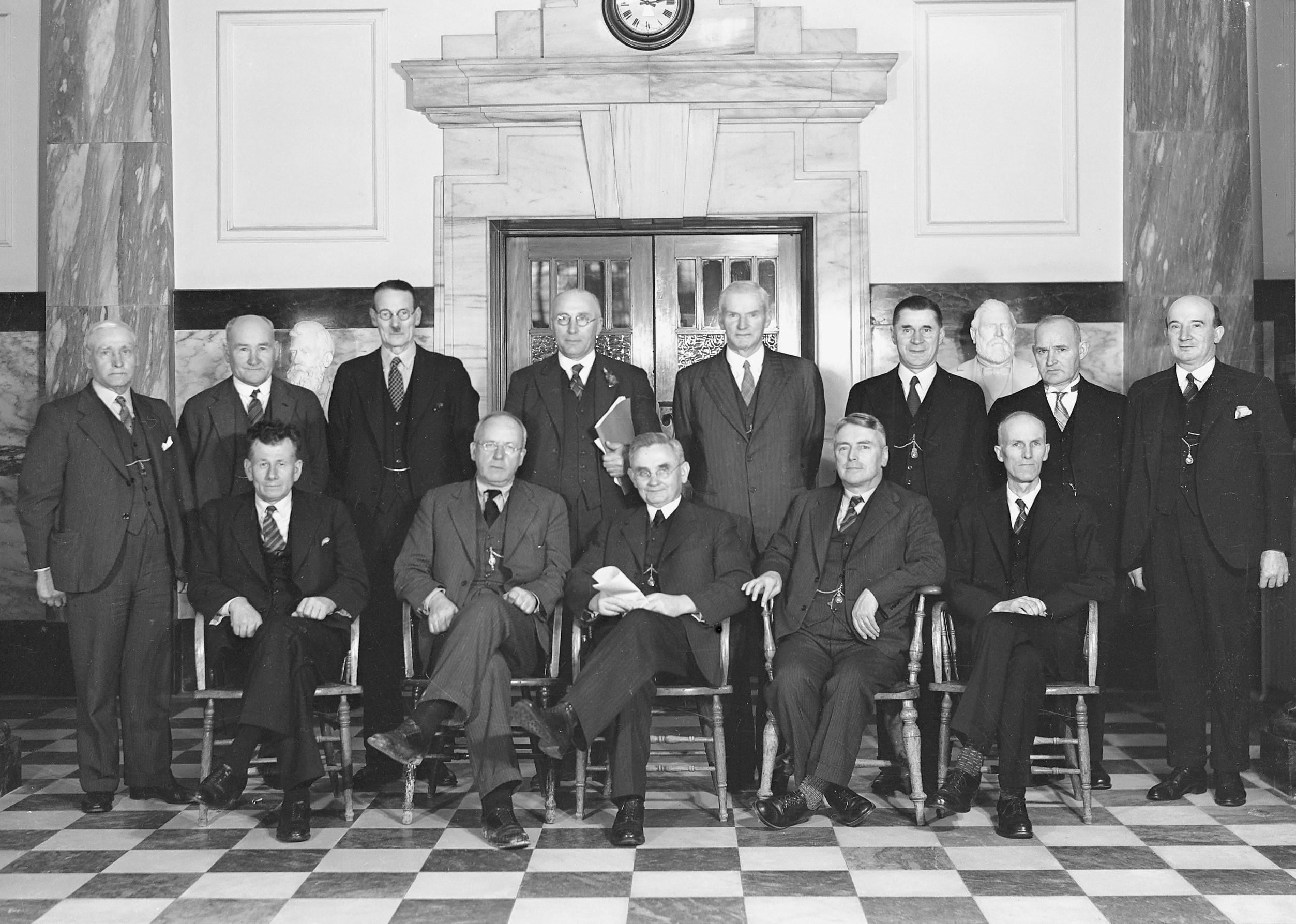
Rex Mason (sitzend rechts) mit den anderen Ministern des Kabinetts Savage 1935

Nach dem Sieg der Labour Party bei den Wahlen am 26./27. November 1935 wurde Mason von Premierminister Michael Joseph Savage zum Generalstaatsanwalt und Justizminister (Attorney General and Minister of Justice) in dessen Kabinett berufen. Als solcher gründete er mit dem Law Revision Committee einen Ausschuss, der für zahlreiche wichtige Gesetzesreformen verantwortlich war. Nach den Wahlen am 14./15. Oktober 1938, die von wachsenden Debatten über Wahldemokratie und Finanzpolitik geprägt waren, blieb er einer der einflussreichsten Minister im Kabinett Savage. Zum anderen pflegte er seine Kontakte zu Frank Langstone, John A. Lee und anderen Währungsreformern. Als Lee 1940 wegen seiner Angriffe auf Mason aus der Labour Party ausgeschlossen wurde, schrieb Mason Lee einen Brief, in dem er seinen Parteiaustritt anbot. Er nahm allerdings Lees Ratschlag an und arbeitete weiterhin in der Labour Party mit.
Nachdem Tode von Premierminister Savage am 27. März 1940 blieb Mason im ersten Kabinett des neuen Premierministers Peter Fraser Generalstaatsanwalt und Justizminister. Zugleich wurde er am 30. April 1940 auch Bildungsminister (Minister of education) sowie am 7. Juli 1943 zusätzlich Minister für Ureinwohner (Minister of Native Affairs). 1944 veröffentlichte er Education today and tomorrow, in dem er das neue staatliche Schulsystem beschrieb, das maßgeblich vom Leiter der Unterrichtsabteilung des Ministeriums Clarence Edward Beeby erarbeitet wurde. Dabei wurde die Einschreibungsprüfung abgeschafft und eine daraus resultierende Reform des Lehrplans für die Sekundarschule führte zur Beseitigung der Unterschiede zwischen den Sekundarschulen und den technischen High Schools.
Nach dem Wahlsieg der Labour Party bei den Wahlen am 26./27. November 1946 blieb Mason Generalstaatsanwalt und Justizminister sowie Bildungsminister im zweiten Kabinett Fraser. Das Amt des Bildungsministers übergab er jedoch am 18. Oktober 1947 an Terry McCombs, während er die Ämter als Generalstaatsanwalt und Justizminister bis zum Ende von Frasers Amtszeit am 13. Dezember 1949 innehatte.

### Oppositionsjahre und erneute Berufung zum Minister 1957 bis 1960

Mason (sitzend, Zweiter von rechts) mit den anderen Ministern des Kabinetts Nash 1957

Nach der Niederlage der Labour Party bei den Wahlen am 29./30. November 1949 blieb Mason ein einflussreicher Abgeordneter im Repräsentantenhaus und befasste sich mit zahlreichen Themen wie Gesetzesreformen sowie Finanz- und Währungspolitik. Er brachte zwischen November 1950 und April 1956 mehrmals einen Gesetzesentwurf für ein Dezimalsystem für Münzen (Decimal Coinage Bill) ein, die allerdings jeweils keine Unterstützung seiner Parteifreunde fanden, ehe schließlich 1967 ein Dezimalwährungssystem eingeführt wurde. 
Bei den Wahlen am 30. November 1957 wurde Mason in seinem Wahlkreis Waitakere mit großem Vorsprung wieder zum Mitglied des Repräsentantenhauses gewählt, wobei er insbesondere durch die aus Jugoslawien stammende Wählerschicht des Wahlkreises unterstützt wurde, die von seiner in den 1930er Jahren unterstützten angemessenen Rente für eingewanderte und später eingebürgerte Staatsangehörige profitierten. Ferner ermöglichte eine von ihm eingeleitete Gesetzesreform die Erweiterung des Verkaufs von alkoholischen Getränken im Westen Aucklands, wodurch insbesondere jugoslawische Winzer unterstützt wurden. 
Nach dem Wahlsieg der Labour Party bei diesen Wahlen wurde er am 12. Dezember 1957 von Premierminister Walter Nash erneut zum Generalstaatsanwalt und Justizminister sowie zusätzlich zum Gesundheitsminister (Minister of health) in dessen Kabinett berufen, dem er bis zum Ende von dessen Amtszeit am 12. Dezember 1960 angehörte. Zuvor hatte die Labour Party die Wahlen am 26. November 1960 verloren. Während dieser Zeit bemühte er sich um eine Strafrechtsreform, die allerdings erst 1961 durch die neue Regierung der New Zealand National Party umgesetzt wurde. Dabei wurde unter anderem die Todesstrafe für Mord abgeschafft.

### Wiederwahlen und Ausscheiden aus dem Repräsentantenhaus 1966
Aufgrund der Größe seines bisherigen Wahlkreises Waitakere wurde für die Wahlen am 30. November 1963 der daraus entstandene neue Wahlkreis New Lynn geschaffen, den er ebenfalls mit deutlicher Mehrheit gewann. Zwischen 1963 und 1966 begann die Labour Party unter Arnold Nordmeyer sowie nach 1965 unter ihrem neuen jungen Vorsitzenden Norman Kirk mit einer Modernisierung der Partei. Zahlreiche der Labour-Politiker waren bereits über 80 Jahre und immer noch Mitglied des Repräsentantenhauses wie auch Mason selbst. 1966 wurde eine Änderung der Parteisatzung beschlossen, wonach Abgeordnete nach dem Erreichen des 70. Lebensjahres ihr Mandat niederlegen sollten. Trotz parteiinterner Proteste wurde aus diesem Grund im Frühjahr 1966 mit dem erst 28-Jährigen Jonathan Hunt ein neuer Labour-Kandidat für den Wahlkreis New Lynn aufgestellt.
Im Oktober 1966 legte Mason daraufhin einen Monat vor der Wahl am 26. November 1966 sein Abgeordnetenmandat nieder und wurde 1967 Companion des Order of St. Michael and St. George (CMG). Ferner wurde ihm für seine Verdienste als Generalstaatsanwalt und die in dieser Zeit eingeleiteten Rechts- und Gesetzesreformen von der Victoria University of Wellington ein Ehrendoktor der Rechtswissenschaften (Honorary LL.D.) verliehen.
Aus seiner am 27. Dezember 1912 in Auckland geschlossenen Ehe mit Dulcia Martina Rockell gingen zwei Söhne und zwei Töchter hervor, darunter die Botanikerin Ruth Mason. Seine Ehefrau Dulcia Mason verstarb 1971.

## Veröffentlichungen
- Common sense of the money question, 1934
- Education today and tomorrow, 1944